# 放克爵士樂

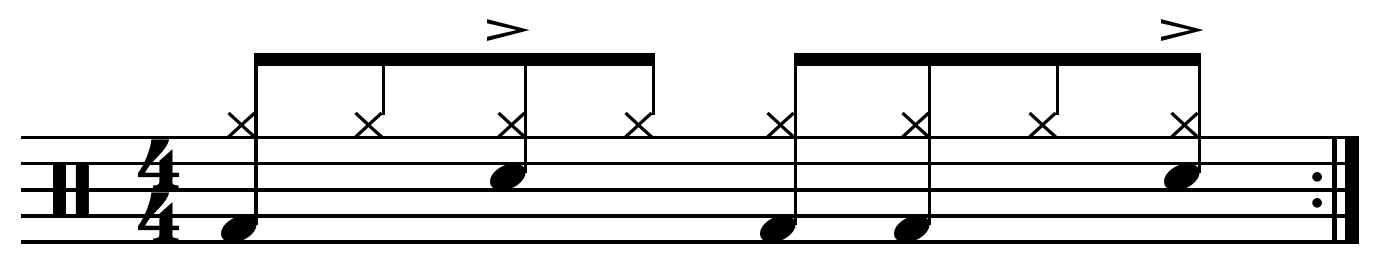
放克音樂裡的延遲反拍(每小節最後一個八分音符)

放克爵士樂（英語：Jazz funk），是20世纪60年代受放克影響而發展出來的一種爵士樂風格，特色是強列的反拍，即興演奏比重較放克音樂要多，與同時期的融合爵士樂相似使用大量電子樂器、合成器。